# 休士頓太空人偷取暗號醜聞

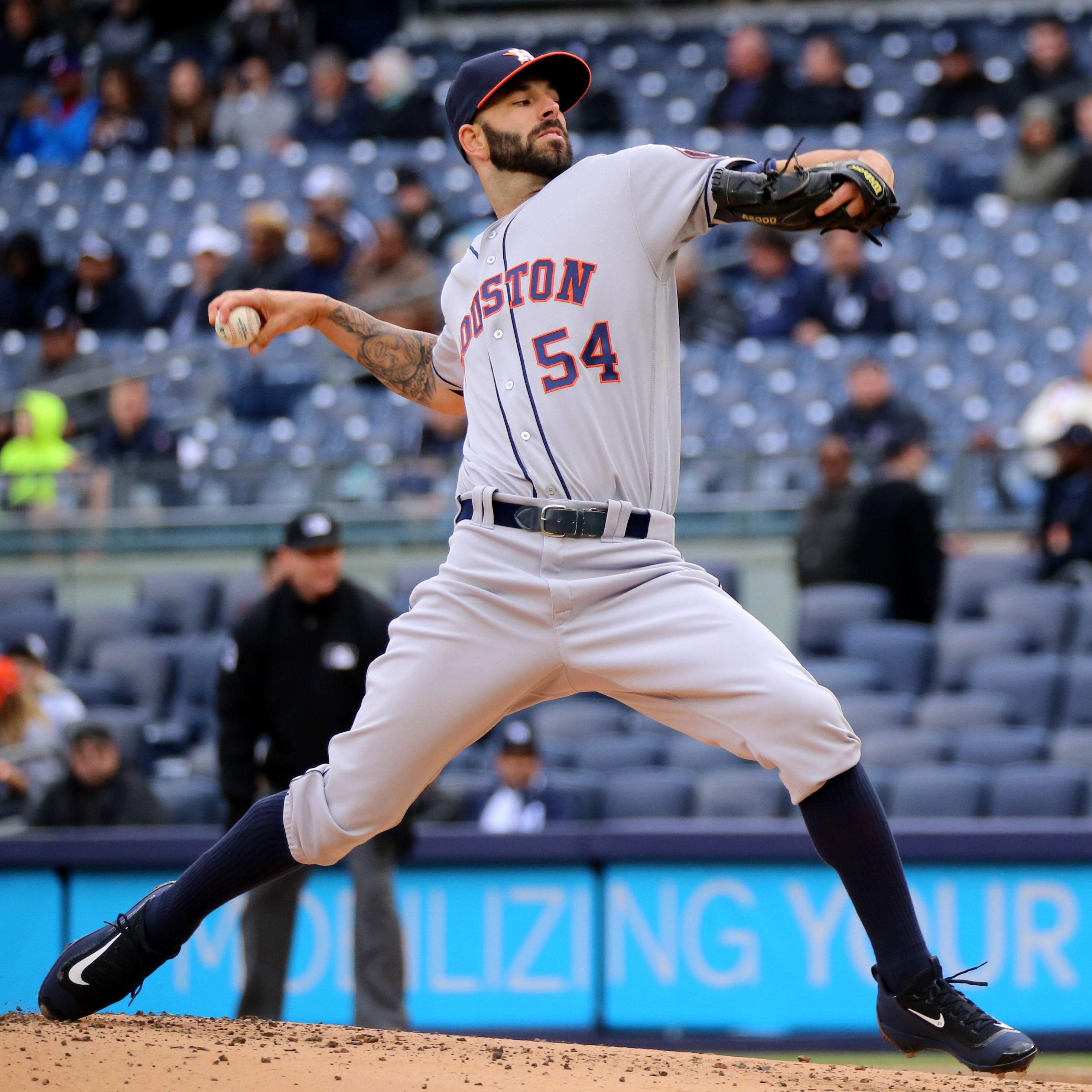
2016年，麥克·菲爾斯當時效力於休士頓太空人，後來他在接受記者採訪時揭露了此一醜聞。

休士頓太空人偷取暗號醜聞（英語：Houston Astros sign stealing scandal）是指美國職棒大聯盟休士頓太空人隊在2017~2018年球季時在比賽期間使用科技偷取其他球隊暗號的事件，並引起輿論譁然。

## 事件始末
多年以來，其他球隊一直懷疑太空人隊在偷取暗號，但沒有確切證據。記者肯·羅森塔爾和Evan Drellich首先在2019年11月於體育報公開報導此次醜聞。而在體育報採訪時揭露此事的人是曾於2017年效力於休士頓太空人隊的投手麥克·菲爾斯。
太空人隊使用設置在球場外野中心的攝影機拍攝對戰球隊捕手向投手下達的配球暗號，並以電腦快速分析出球種。接著在太空人隊後面觀看攝影機直播的太空人隊球員或球團工作人員會向打者發送信號，做法是球員休息室會設法發出不同的聲音，例如敲打垃圾筒，讓本隊打者得以知曉對方投手下一球的球路。後來大聯盟對指控進行了調查並於2020年1月證實，在2017年球季和2018年球季例行賽和季後賽期間，太空人隊非法使用攝影系統偷取暗號，在此期間他們贏得了2017年世界大賽。大聯盟在2019賽季沒有發現非法偷取暗號的證據，而在2019年賽季中，太空人晉級但輸掉了該年的世界大賽。

## 處罰
太空人隊總經理傑夫·盧諾和總教練安德魯·傑伊·辛奇因未能防止球隊偷取暗號而在2020年賽季被停賽。太空人隊被罰款500萬美元，並沒收2020和2021年球季的第一輪和第二輪選秀權。沒有球員受到懲罰，因為美國職業棒球大聯盟給予他們豁免權以換取他們的合作以利調查真相。太空人隊隨後在MLB懲處結果公布後的當天解雇了盧諾和辛奇。大聯盟的調查還確定了波士頓紅襪的總教練阿莱克斯·柯拉在2017年擔任辛奇的板凳教練，幫助太空人隊策劃如何偷取暗號；第二天，紅襪隊和柯拉達成協議離職，而大聯盟隨後在2020年球季（包括季後賽）將柯拉停賽。貝爾川是2017年以來唯一一位在報告中被明確指控的太空人球員；他於2019年11月被聘請為紐約大都會的總教練，但在MLB的調查結果宣布後，他與大都會隊達成協議離職。
對太空人隊的制裁是大聯盟有史以來對球隊頒布的最嚴厲的制裁，也是棒球歷史上針對比賽中不當行為的最嚴厲制裁之一。大聯盟的報告後幾個星期，華爾街日報發表的一篇文章描述了關於太空人隊偷取暗號更多不為人知的細節，並且可能起源於2016年大聯盟賽季，比大聯盟宣稱的範圍更廣。醜聞爆發後，2017年太空人隊的球員們各自有不同程度的道歉，許多其他球隊的球員們嚴重批評此次醜聞。該醜聞主導了2019-2020年休賽季和2020年春訓的話題。還導致部分人士對太空人隊和大聯盟發起法律訴訟。